# خط اصلی میدلند

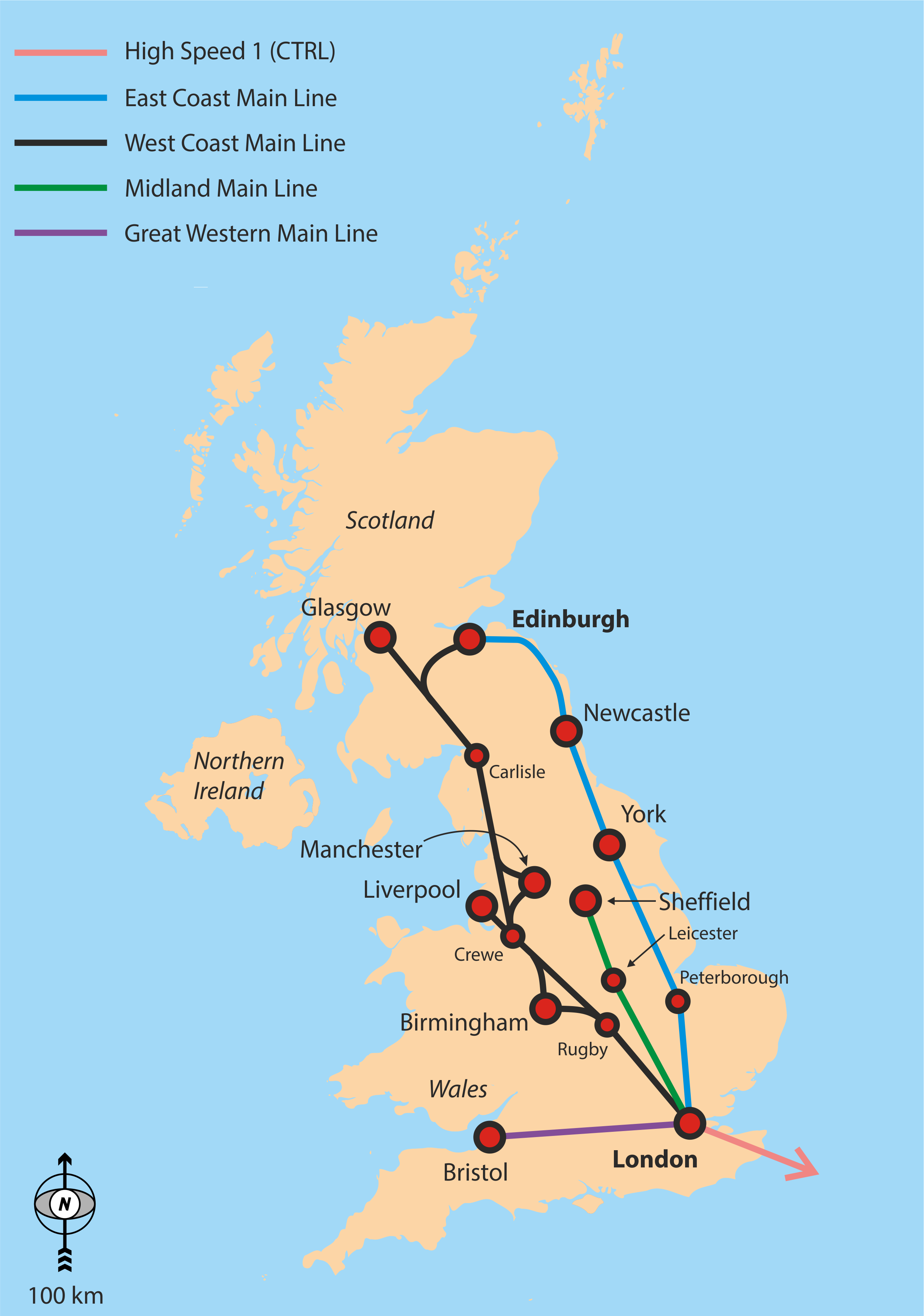
خط اصلی میدلند (خط سبز)

خط اصلی میدلند (به انگلیسی: Midland Main Line) یکی از خطوط اصلی راه‌آهن در کشور بریتانیا است.
این خط که از شهر لندن شروع شده و پس از عبور از ۲۷ ایستگاه در شهر لیدز به پایان می‌رسد.

## شهرهای مهم
- لندن
- لوتون
- بدفورد
- کترینگ
- لستر
- داربی، انگلستان
- ناتینگهام
- چسترفیلد
- لیدز